# Mycetophagus praetermissus
Mycetophagus praetermissus är en skalbaggsart som beskrevs av Michael J. Parsons 1975. Mycetophagus praetermissus ingår i släktet Mycetophagus och familjen vedsvampbaggar. Inga underarter finns listade i Catalogue of Life.